# El rey león (musical)
El rey león es un musical basado en la película homónima de Walt Disney Animation Studios de 1994, con libreto de Roger Allers e Irene Mecchi, canciones de Elton John y Tim Rice, y música adicional de Lebo M, Mark Mancina, Jay Rifkin, Julie Taymor y Hans Zimmer. Dirigido por Julie Taymor, el espectáculo está producido por Disney Theatrical y se caracteriza por el empleo de máscaras de animales y marionetas de gran tamaño para representar a los diferentes personajes.
La producción original de Broadway se estrenó en 1997 y desde entonces el musical ha sido puesto en escena en numerosos países a lo largo de todo el mundo.

## Argumento

### Acto I
A medida que el sol se levanta, la mandril Rafiki convoca a los animales de la sabana para que acudan a la Roca del Rey. Al llegar, Rafiki saluda al rey léon Mufasa y a la reina Sarabi antes de presentar su cachorro a los animales reunidos («Circle of Life»). En otra parte, el hermano de Mufasa, Scar, se lamenta ante la pérdida de la oportunidad de convertirse en rey. De vuelta en su árbol, Rafiki pinta una imagen del cachorro y pronuncia el nombre del nuevo príncipe: Simba.
El tiempo pasa y Simba se convierte en un alegre y joven león («Grasslands Chant»). Desde la cima de su roca, Mufasa muestra las tierras del reino a su hijo y le explica que todo lo que existe está en un equilibrio delicado conocido como el ciclo vital. Mufasa advierte a Simba que no traspase los límites del reino, señalando un área oscura en la distancia. Zazu, un toco que actúa como asesor de Mufasa, llega y entrega su informe diario de lo que ocurre en los dominios del rey («The Morning Report», actualmente suprimida en todas las producciones).
Simba va a ver a su tío Scar, quien despierta la curiosidad del cachorro al mencionar el cementerio de elefantes, un lugar prohibido más allá de las fronteras del reino. Mientras tanto, las leonas salen a cazar («The Lioness Hunt»). Simba le pide a su mejor amiga, una joven leona llamada Nala, que lo acompañe al cementerio de elefantes. Mintiendo a las leonas adultas sobre a dónde se dirigen en realidad, consiguen el permiso de Sarabi y Sarafina (la madre de Nala), con la condición de que los vigile Zazu. Los dos cachorros idean un plan y logran despistar al pájaro, mientras Simba se jacta de su futura posición como rey («I Just Can't Wait to Be King»).
Simba y Nala llegan al cementerio de elefantes y comienzan a explorar. Zazu logra alcanzarles, pero son acorralados por tres hienas: Shenzi, Banzai y Ed. Las hienas, enemigas naturales de los leones, se regodean de su hallazgo y se disponen a comerse a los intrusos («Chow Down»), cuando aparece Mufasa y consigue ahuyentarlas.
Mufasa se siente decepcionado por la imprudencia de Simba y le explica la diferencia entre ser valiente y temerario. También le habla de los grandes reyes del pasado y de cómo lo vigilan todo desde las estrellas. Mufasa promete a su hijo que siempre estará a su lado para guiarle («They Live in You»). Más tarde, el rey analiza el comportamiento de Simba con Zazu, quien le recuerda que, en su día, él también tenía la misma tendencia a meterse en problemas.
En el cementerio de elefantes, Scar se dirige a las hienas y les explica un plan para matar a Mufasa y a Simba, de forma que él pueda convertirse en rey. Organiza un ejército de hienas y les garantiza comida en abundancia a cambio de su apoyo («Be Prepared»). Scar lleva a Simba a un desfiladero y le pide que espere allí prometiéndole una sorpresa. A la señal de Scar, las hienas provocan una estampida de ñus en el desfiladero. Scar le dice a Mufasa que Simba está en peligro y este se adentra en la estampida para rescatar a su hijo. Mufasa logra poner a salvo a Simba, pero al intentar escapar, su hermano lo asesina arrojándolo al precipicio («The Stampede»). Scar convence a Simba de que la muerte de Mufasa fue culpa suya y lo apremia para que escape corriendo. Mientras el cachorro huye, Scar ordena a Shenzi, Banzai y Ed que vayan tras él y lo maten. Simba logra escapar y las hienas mienten a Scar diciéndole que el joven príncipe está muerto. 
Rafiki y las leonas lloran desconsoladas la muerte de Mufasa y Simba («Rafiki Mourns»). Scar reclama el trono y permite que las hienas entren en las tierras del reino y vivan con las leonas («Be Prepared (Reprise)»). Rafiki regresa a su árbol y borra el dibujo de Simba, mientras Sarabi y Nala sollozan en silencio.
Lejos, en el desierto, Simba se derrumba agotado por el calor. Los buitres comienzan a acecharle, pero son espantados por el suricato Timón y el jabalí Pumba. Simba se siente responsable por la muerte de Mufasa, pero sus nuevos amigos le enseñan a dar la espalda a los problemas y le invitan a vivir con ellos en la jungla. Allí, Simba aprende a alimentarse de bichos y se hace adulto («Hakuna Matata»).

### Acto II
El segundo acto comienza con los miembros del coro vestidos con ropas de colores y portando marionetas de pájaros y cometas («One by One»). Cuando la canción termina, las hermosas aves son reemplazadas por buitres y esqueletos de gacelas. Bajo el gobierno de Scar, el ciclo vital ha perdido su equilibrio y una sequía asola las tierras del reino. Zazu, ahora prisionero de Scar, escucha los lamentos del rey. Las hienas se quejan de la falta de alimentos, pero Scar solo se preocupa de sí mismo y de por qué no es amado por nadie. Tiene visiones de Mufasa y su estado de ánimo pasa rápidamente de la confianza a la desesperación paranoica. Nala, ahora adulta, llega para advertir a Scar sobre la hambruna que padecen sus súbditos y entonces él tiene la idea de convertirla en su compañera para así asegurar un heredero («The Madness of King Scar»). Nala lo rechaza ferozmente y decide abandonar el reino en busca de ayuda, tras haber recibido la bendición de Rafiki y el resto de leonas («Shadowland»).
En la jungla, Simba, Timón y Pumba continúan viviendo felices y ajenos a los problemas. Un día, durante uno de sus juegos, Simba salta al otro lado de un río caudaloso y desafía a Timón a hacer lo mismo. El suricato cae al agua y es arrastrado río abajo, aunque en el último momento logra agarrarse a una rama sobre una cascada. Timón pide ayuda a Simba, pero este se queda paralizado al tener un déjà vu de la muerte de su padre. Timón se suelta de la rama y Simba consigue salir del trance, rescatando a su amigo antes de que ocurra lo peor. El joven león se avergüenza de que Timón haya estado a punto de morir a causa de su imprudencia.
Los tres amigos se tumban en el suelo y se ponen a observar las estrellas. Simba rememora las palabras de Mufasa y les cuenta que, allá en lo alto, los reyes del pasado los vigilan, pero Timón y Pumba se burlan de él. A solas, Simba recuerda con amargura la promesa de su padre de que siempre estaría a su lado para guiarle («Endless Night»). Lejos de allí, Rafiki escucha su voz en el viento y con gran alegría descubre que Simba está vivo. La chamana vuelve a dibujar a Simba en su árbol, esta vez con una melena de adulto.
De vuelta a la jungla, Pumba es perseguido por una leona. Simba se enfrenta a ella y salva a su amigo. Entonces reconoce a la leona, quien resulta ser Nala. Ella se sorprende al encontrar a Simba con vida, consciente de que él es el legítimo rey. Timón y Pumba están confundidos, pero Simba les pide que le dejen a solas con Nala. Timón se percata de lo que está sucediendo entre los dos y augura el final de la vida sin responsabilidades, mientras los leones pasan una noche romántica y se declaran su amor mutuo («Can You Feel the Love Tonight»). Nala habla a Simba de las devastadas tierras del reino, pero él todavía se siente responsable de la muerte de Mufasa y se niega a regresar. Cuando se queda solo, Simba conoce a Rafiki, quien le explica que su padre sigue vivo. El espíritu de Mufasa aparece en el cielo y le dice a su hijo que él es el verdadero rey y que debe tomar su lugar en el ciclo vital. Simba reúne el valor para retornar a su tierra («He Lives in You»), seguido de Nala, Timón y Pumba.
En el reino, Simba es testigo de la ruina de su hogar. Timón y Pumba distraen a las hienas con un baile, permitiendo a Simba y Nala llegar hasta la Roca del Rey. Scar llama a Sarabi y exige saber por qué las leonas no están cazando. Ella responde que no hay nada que cazar y enfadada lo compara con Mufasa. Scar golpea a la leona y entonces Simba interviene. Scar obliga a su sobrino a confesar su crimen ante todos y lo arrincona. Creyendo que ha ganado, Scar se burla de Simba admitiendo que él fue quien mató a Mufasa. Furioso, Simba se recupera y exige a su tío que revele la verdad a las leonas («Simba Confronts Scar»). Los amigos de Simba empiezan a pelear contra las hienas mientras Simba y Scar se enfrentan en la cima de la roca. Simba toma ventaja y Scar ruega por su vida, culpando a las hienas de todo. El joven león se apiada, pero Scar aprovecha el momento para volver a atacar. Simba bloquea el asalto y Scar cae desde el precipicio. Las hienas, que oyeron cómo Scar les traicionaba, lo despedazan y se lo comen vivo.
Con la batalla ganada, Simba es reconocido como legítimo rey. El joven león asciende a la roca y ruge para todo el reino («King of Pride Rock»). La tierra vuelve a llenarse de vida y, tiempo después, los animales se reúnen en celebración mientras Rafiki presenta al recién nacido de Simba y Nala, continuando el ciclo vital («Circle of Life (Reprise)»).

## Producciones

### Broadway
Antes de su llegada a Broadway, El rey león debutó a modo de prueba en el Orpheum Theatre de Mineápolis, Minnesota, donde se representó con gran éxito entre el 8 de julio y el 31 de agosto de 1997. El estreno oficial neoyorquino tuvo lugar el 13 de noviembre de 1997 en el New Amsterdam Theatre, con funciones previas desde el 15 de octubre y un reparto encabezado por Jason Raize como Simba, John Vickery como Scar, Samuel E. Wright como Mufasa, Heather Headley como Nala, Tsidii Le Loka como Rafiki, Max Casella como Timón, Tom Alan Robbins como Pumba, Geoff Hoyle como Zazu, Tracy Nicole Chapman como Shenzi, Stanley Wayne Mathis como Banzai, Kevin Cahoon como Ed y Gina Breedlove como Sarabi.
El 4 de junio de 2006, la producción bajó el telón por última vez en el New Amsterdam Theatre para dar paso a Mary Poppins y a continuación fue transferida al Minskoff Theatre a partir del 13 de junio de 2006, donde sigue representándose en la actualidad tras más de 10 000 funciones. El rey león ocupa el tercer puesto en la lista de espectáculos de mayor permanencia en cartel y tiene el récord de recaudación en la historia de Broadway, con unos ingresos que superan los 2 000 millones de dólares.
Dirigido por Julie Taymor, el musical cuenta con coreografía de Garth Fagan, diseño de escenografía de Richard Hudson, diseño de vestuario de Julie Taymor, diseño de máscaras y marionetas de Julie Taymor y Michael Curry, diseño de iluminación de Donald Holder, diseño de sonido de Tony Meola, orquestaciones de Robert Elhai, David Metzger y Bruce Fowler, arreglos vocales de Lebo M y dirección musical de Joseph Church.

### West End
La première europea se produjo el 19 de octubre de 1999 en el Lyceum Theatre del West End, donde el espectáculo aún permanece en cartel con más de 10 000 representaciones a sus espaldas. La puesta en escena es una réplica exacta del montaje original de Broadway y estuvo protagonizada en su estreno por Roger Wright como Simba, Rob Edwards como Scar, Cornell John como Mufasa, Paulette Ivory como Nala, Josette Bushell-Mingo como Rafiki, Simon Gregor como Timón, Martyn Ellis como Pumba, Gregory Gudgeon como Zazu, Stephanie Charles como Shenzi, Paul J. Medford como Banzai, Christopher Holt como Ed y Dawn Michael como Sarabi.
La compañía londinense de El rey león ha sido invitada a actuar en la Royal Variety Performance en dos ocasiones, en 1999 y 2008. Con motivo de su 20.º aniversario en el West End, el 19 de octubre de 2019 el musical celebró una gala benéfica a favor de la Elton John AIDS Foundation y la Royal Academy of Music.

### Madrid
La primera producción en idioma español se estrenó el 20 de octubre de 2011 en el Teatro Lope de Vega de Madrid, donde continúa representándose en la actualidad después de más de 5 000 funciones y habiendo superado los siete millones de espectadores. Producido por Stage Entertainment en asociación con Disney Theatrical y con un presupuesto de más de nueve millones de euros, El rey león es el musical más ambicioso jamás realizado en España. Para poder ponerlo en marcha se necesitaron varios años de trabajo y multitud de audiciones en diferentes países, así como una reforma integral del Teatro Lope de Vega que fue llevada a cabo en verano de 2011.
Al igual que en el resto del mundo, la versión española de El rey león está dirigida por Julie Taymor, y cuenta con Zenón Recalde como director residente (anteriormente Moira Chapman). El libreto ha sido adaptado por el dramaturgo Jordi Galceran, quien también ha hecho lo propio con las letras de las canciones, diferentes a las del doblaje castellano de la película de animación. La dirección musical inicialmente recayó en James May y desde junio de 2013 corre a cargo de Sergi Cuenca.
El reparto original, uno de los más multiculturales vistos en España con una importante presencia sudafricana, estuvo liderado por Carlos Rivera como Simba, Sergi Albert como Scar, David Comrie como Mufasa, Daniela Pobega como Nala, Brenda Mhlongo como Rafiki, David Ávila como Timón, Albert Gràcia como Pumba, Esteban Oliver como Zazu, Damaris Martínez como Shenzi, Jorge Ahijado como Banzai, Alejandro de los Santos como Ed y Yelena Lafargue como Sarabi. Para seleccionar a los actores infantiles se creó una escuela en la que se forma de manera continuada a los niños que se van incorporando al elenco.
Entre el 1 de abril y el 8 de junio de 2014, Esteban Oliver fue seleccionado para ponerse en la piel de Zazu en la producción neoyorquina de El rey león, convirtiéndose en el primer intérprete español en dar el salto de la Gran Vía a Broadway.

### Ciudad de México
2015
La versión mexicana de El rey león levantó el telón el 7 de mayo de 2015 en el Teatro Telcel de Ciudad de México, de la mano de OCESA y Disney Theatrical. Al igual que en Madrid, el elenco estuvo encabezado en su estreno por Carlos Rivera en el papel de Simba, acompañado de Flavio Medina como Scar, Jorge Lau como Mufasa, Fela Domínguez como Nala, Shirley Hlahatse como Rafiki, Poncho Borbolla como Timón, Sergio Carranza como Pumba, Ricardo Zárraga como Zazu, Taiane Martins como Shenzi, César Enríquez como Banzai, Ignacio Riva Palacio como Ed y Salua Jackson como Sarabi. El equipo creativo local lo formaron Isaac Saúl en la dirección musical, Susana Moscatel y Erick Merino en la traducción del libreto, y Aleks Syntek y Armando Manzanero en la adaptación de las letras de las canciones.
Después de tres temporadas de éxito, el espectáculo se despidió definitivamente el 14 de enero de 2018, habiendo alcanzado el millón de espectadores durante las 930 funciones que se llevaron a cabo.
2025
El 20 de marzo de 2025, El rey león regresó al Teatro Telcel, producido de nuevo por OCESA y protagonizado por Pierre Louis como Simba, Carlos Quezada como Scar, Pisano como Mufasa, Majo Domínguez como Nala, Nokulunga Madlala como Rafiki, Eli Nassau como Timón, Sergio Carranza como Pumba, Ariel Bonilla como Zazu, Melissa Cabrera como Shenzi, Antón Diego Matus como Banzai, Manuel Bermúdez como Ed y Luna Manzanares como Sarabi.

### Otras producciones
El rey león se ha representado en 22 países en 5 continentes, incluyendo Alemania, Australia, Brasil, Canadá, China, Corea del Sur, Emiratos Árabes, España, Estados Unidos, Filipinas, Francia, Irlanda, Japón, México, Nueva Zelanda, Países Bajos, Reino Unido, Singapur, Sudáfrica, Suiza, Tailandia y Taiwán, y ha sido traducido a ocho idiomas diferentes (japonés, alemán, neerlandés, coreano, francés, español, portugués y mandarín). En total ha sido visto por más de 114 millones de personas en todo el mundo y tiene el récord de recaudación en la historia del entretenimiento, con unos ingresos globales que superan los 8 100 millones de dólares.
La primera versión en lengua no inglesa fue la de Japón, donde debutó el 20 de diciembre de 1998 en el Shiki Theatre Haru de Tokio. Paralelamente, una segunda compañía japonesa se embarcó en un tour nacional que dio comienzo el 18 de abril de 1999 en el MBS Theatre de Osaka. Los dos montajes siguen representándose en la actualidad.
El Princess of Wales Theatre de Toronto acogió el espectáculo entre el 25 de abril de 2000 y el 4 de enero de 2004, alcanzando las 1 567 funciones. En 2011, 2014 y 2019, El rey león regresó al mismo teatro por tiempo limitado como parte de las distintas giras norteamericanas, y desde el 2 de noviembre de 2024 también como producción estable.
La siguiente ciudad estadounidense en poner en escena el musical después de Nueva York fue Los Ángeles, donde se llevaron a cabo 952 representaciones en el Pantages Theatre entre el 29 de septiembre de 2000 y el 12 de enero de 2003. Este montaje fue el que más tarde dio lugar a la segunda gira nacional (Cheetah Tour).
Stage Entertainment produce el musical en los países de Europa continental en sus respectivos idiomas. Hasta la fecha lo ha estrenado en Hamburgo (desde el 2 de diciembre de 2001), La Haya (del 4 de abril de 2004 al 27 de agosto de 2006, y del 30 de octubre de 2016 al 21 de julio de 2019), París (del 4 de octubre de 2007 al 25 de julio de 2010, y desde el 11 de noviembre de 2021) y Madrid (desde el 20 de octubre de 2011).
En Norteamérica ha salido a la carretera en tres ocasiones. La primera gira (Gazelle Tour) dio comienzo el 17 de abril de 2002 y durante más de quince años visitó 75 localidades en Estados Unidos y Canadá, concluyendo el 23 de julio de 2017. La segunda (Cheetah Tour), también finalizada, recorrió los principales escenarios estadounidenses entre el 23 de abril de 2003 y el 2 de marzo de 2008, además de realizar una breve temporada en Ciudad de México. La tercera (Rafiki Tour) arrancó el 26 de octubre de 2017 y a día de hoy continúa en activo. La escenografía de las giras presenta ligeras modificaciones para facilitar el transporte de un emplazamiento a otro, con ciertos elementos reducidos y la Roca del Rey entrando por un lateral en lugar de emergiendo del suelo. Estos cambios posteriormente han sido introducidos en algunos montajes internacionales como el de Madrid.
El estreno en Australia fue el 16 de octubre de 2003 en el Capitol Theatre de Sídney, donde permaneció en cartel hasta el 26 de junio de 2005, para después ser transferido al Regent Theatre de Melbourne entre el 28 de julio de 2005 y el 4 de junio de 2006. Una vez terminada su etapa australiana, la producción fue trasladada al Grand Theatre de Shanghái entre el 18 de julio y el 8 de octubre de 2006, convirtiéndose en el musical occidental más duradero en la historia de la ciudad.
Una adaptación al coreano debutó el 28 de octubre de 2006 en el Charlotte Theatre de Seúl, de la mano de Shiki Theatre Company, responsable también de El rey león en Japón. Las representaciones se prolongaron durante un año.
Entre el 5 de junio de 2007 y el 17 de febrero de 2008, el espectáculo pudo verse en el Montecasino Theatre de Johannesburgo, con una compañía íntegramente sudafricana que después se desplazaría hasta Taiwán para instalarse en el Taipei Arena entre el 2 y el 24 de agosto de 2008.
Varios años antes de que OCESA produjese la versión mexicana, el Cheetah Tour estadounidense hizo una parada en el Auditorio Nacional de Ciudad de México entre el 3 y el 27 de enero de 2008. Las funciones fueron en inglés con subtítulos proyectados en grandes pantallas.
El rey león fue el primer musical de Disney Theatrical en estrenarse en Las Vegas, donde estuvo en cartel entre el 15 de mayo de 2009 y 30 de diciembre de 2011 en el Mandalay Bay Resort and Casino.
El Marina Bay Sands de Singapur acogió una producción entre el 9 de marzo y el 30 de octubre de 2011, con una elenco internacional formado por intérpretes procedentes de doce países diferentes.
La primera gira por Reino Unido e Irlanda (Zebra Tour) comenzó el 31 de agosto de 2012 en el Bristol Hippodrome y finalizó el 22 de febrero de 2015 en el Palace Theatre de Mánchester. Una vez completado el tour, ese mismo montaje viajó hasta Suiza para realizar una temporada limitada en el Musical Theater de Basilea entre el 12 de marzo y el 11 de octubre de 2015. Una segunda gira británica (Rhino Tour) arrancó el 7 de septiembre de 2019 en el Bristol Hippodrome y concluyó el 11 de noviembre de 2023 en el Bord Gáis Energy Theatre de Dublín.
La première sudamericana tuvo lugar en Brasil, donde el espectáculo se representó entre el 28 de marzo de 2013 y 14 de diciembre de 2014 en el Teatro Abril de São Paulo, superando las 500 funciones. La producción corrió a cargo de Time for Fun, mientras que la adaptación de las canciones al portugués fue realizada por el músico Gilberto Gil.
Con motivo del 10.º aniversario de su debut en Australia, El rey león volvió a ocupar el escenario del Capitol Theatre de Sídney entre el 12 de diciembre de 2013 y el 31 de agosto de 2014, para a continuación ser transferido al Lyric Theatre de Brisbane entre el 26 de septiembre de 2014 y el 25 de enero de 2015, al Regent Theatre de Melbourne entre el 19 de febrero y el 1 de noviembre de 2015, y al Crown Theatre de Perth entre el 18 de noviembre de 2015 y el 28 de febrero de 2016.
Una versión en mandarín pudo verse en el Walt Disney Grand Theatre del Shanghai Disney Resort entre el 14 de junio de 2016 y el 8 de octubre de 2017, siendo la primera vez que El rey león se tradujo a este idioma.
El primer tour internacional dio comienzo el 28 de marzo de 2018 en el Solaire Resort & Casino de Manila, Filipinas, y concluyó el 10 de diciembre de 2022 en el Etihad Arena de Abu Dabi, Emiratos Árabes, tras haber visitado Singapur, Corea del Sur, Taiwán, Tailandia, China y Nueva Zelanda.
Un segundo montaje brasileño se representó entre el 19 de julio de 2023 y el 28 de julio de 2024 en el Teatro Abril de São Paulo, de nuevo bajo la producción de Time for Fun.

## Números musicales
| Acto I                                          |                                           |                                                  |
| Título original                                 | Título en España                          | Título en México                                 |
| «Circle of Life»                                | «El ciclo vital»                          | «El ciclo vital»                                 |
| «Grasslands Chant»                              | «La llanura»                              | «Pastizales»                                     |
| «The Morning Report» *                          |                                           |                                                  |
| «The Lioness Hunt»                              | «La caza de las leonas»                   | «Las leonas cazan»                               |
| «I Just Can't Wait to Be King»                  | «Yo voy a ser rey león»                   | «Yo quisiera ya ser el rey»                      |
| «Chow Down»                                     | «Comer»                                   | «Tragar»                                         |
| «They Live in You»                              | «Están en ti»                             | «Están en ti»                                    |
| «Be Prepared»                                   | «Conspirar»                               | «Listos ya»                                      |
| «The Stampede»                                  | «La estampida»                            | «La estampida»                                   |
| «Rafiki Mourns»                                 | «Lamento de Rafiki»                       | «La elegía»                                      |
| «Be Prepared (Reprise)» ^                       | «Conspirar (Reprise)»                     | «Listos ya (Reprise)»                            |
| «Hakuna Matata»                                 | «Hakuna Matata»                           | «Hakuna Matata»                                  |
| Acto II                                         |                                           |                                                  |
| Título original                                 | Título en España                          | Título en México                                 |
| «One by One»                                    | «One by One»                              | «One by One»                                     |
| «The Madness of King Scar»                      | «La locura del rey Scar»                  | «La locura del rey Scar»                         |
| «Shadowland»                                    | «Nuestro hogar»                           | «Tierra gris»                                    |
| «Endless Night»                                 | «Noche sin fin»                           | «Noche sin fin»                                  |
| «Can You Feel the Love Tonight»                 | «Siento un nuevo amor en mí»              | «Puedes sentir el amor»                          |
| «He Lives in You»                               | «Él vive en ti»                           | «Él vive en ti»                                  |
| «Simba Confronts Scar»                          | «Confrontación»                           | «Confrontación»                                  |
| «King of Pride Rock»/«Circle of Life (Reprise)» | «El nuevo rey»/«El ciclo vital (Reprise)» | «El rey de Roca Real»/«El ciclo vital (Reprise)» |

Todas las canciones son de Elton John (música) y Tim Rice (letra) excepto «Grasslands Chant» (música y letra de Lebo M), «The Lioness Hunt» (música y letra de Lebo M), «They Live in You» (música y letra de Mark Mancina, Jay Rifkin y Lebo M), «The Stampede» (música de Hans Zimmer y Lebo M), «Rafiki Mourns» (música y letra de Tsidii Le Loka), «One by One» (música y letra de Lebo M), «Shadowland» (música de Hans Zimmer y Lebo M, letra de Mark Mancina y Lebo M), «Endless Nights» (música de Lebo M, Hans Zimmer y Jay Rifkin, letra de Julie Taymor), «He Lives in You» (música y letra de Mark Mancina, Jay Rifkin y Lebo M), «Simba Confronts Scar» (música de Mark Mancina y Robert Elha) y «King of Pride Rock» (música de Hans Zimmer, letra de Lebo M).
* La canción completa de «The Morning Report», así como el puente instrumental de «Can You Feel the Love Tonight» y algunos versos de «The Madness of King Scar», fueron eliminados de todas las producciones en junio de 2010, por lo que nunca llegaron a formar parte de las versiones de España y México.
^ Canción no incluida en el álbum original de Broadway ni en grabaciones posteriores.

## Diferencias entre el musical y la película de animación
La versión teatral de El rey león presenta algunas modificaciones respecto a la película original, incluyendo escenas nuevas como una conversación entre Mufasa y Zazu sobre la juventud del primero o una secuencia en la que un traumatizado Simba es incapaz de ayudar a Timón cuando este está a punto de caer por una cascada. Otro añadido importante a la línea argumental es el momento de la partida de Nala después de que Scar intenta convertirla en su compañera para que le dé descendencia. Nala lo rechaza y anuncia su decisión de dejar las tierras del reino mientras recibe la bendición de Rafiki y el resto de leonas en la canción «Shadowland». También cambia el género de Rafiki, que pasa a ser una hembra, ya que Julie Taymor consideró que en la película faltaba un personaje femenino importante. Rafiki fue interpretada por las actrices Tsidii Le Loka, Josette Bushell-Mingo y Brenda Mhlongo en los repartos originales de Broadway, Londres y Madrid respectivamente.
Al igual que su predecesor La bella y la bestia, la adaptación a los escenarios de El rey león incluye más canciones que la película de animación. «The Morning Report», «Chow Down» y «The Madness of King Scar» fueron compuestas por los autores originales Elton John y Tim Rice, mientras que «He Lives in You», «Shadowland», «Endless Night» y «One By One» se extrajeron del disco Rhythm of the Pride Lands, un álbum de música inspirada por la película que había sido editado en 1995. Lebo M es coautor de todas estas canciones, las cuales presentan una fuerte influencia africana y contienen fragmentos en idiomas como el zulú o el suajili. Por su parte, el tema «Rafiki Mourns» fue escrito por la propia Tsidii Le Loka.
En junio de 2010, la producción de Broadway fue acortada en nueve minutos, suprimiendo la canción completa «The Morning Report», el puente instrumental de «Can You Feel the Love Tonight» y algunos versos de «The Madness of King Scar». Estos cambios también fueron introducidos en todos los montajes internacionales y en las grabaciones posteriores, como los álbumes en español interpretados por los elencos de Madrid y México.
La mayoría de los animales que aparecen en el espectáculo son actores que utilizan diferentes dispositivos para mover su vestuario, como por ejemplo las jirafas, las cuales son representadas por miembros del elenco caminando sobre zancos. Las máscaras de Mufasa y Scar incluyen un mecanismo que permite bajarlas para simular la posición de ataque del león. Otros papeles como las hienas, Zazu, Timón o Pumba, usan marionetas y trajes de tamaño real. Según Taymor, Timón es uno de los personajes más difíciles de manejar, ya que el movimiento de la marioneta requiere un gran esfuerzo para la espalda y el cuello del actor. La secuencia de baile «The Lioness Hunt» es especialmente complicada para las actrices que la ejecutan, debido a las máscaras de leona que tienen que llevar sobre su cabeza.
Algunos detalles de la obra como el acento de Timón y su número musical para distraer a las hienas (una sevillana en la versión española), o los fragmentos de las canciones que interpreta Zazu en su encierro, son adaptados a la cultura de cada país donde se representa.

## Repartos originales
| Personaje   | Broadway (1997)                     | West End (1999)                                        | Madrid (2011)                                                          | Ciudad de México (2015)                          | Ciudad de México (2025)                            |
| Simba       | Jason Raize                         | Roger Wright                                           | Carlos Rivera                                                          | Carlos Rivera                                    | Pierre Louis                                       |
| Scar        | John Vickery                        | Rob Edwards                                            | Sergi Albert                                                           | Flavio Medina                                    | Carlos Quezada                                     |
| Mufasa      | Samuel E. Wright                    | Cornell John                                           | David Comrie                                                           | Jorge Lau                                        | Pisano                                             |
| Nala        | Heather Headley                     | Paulette Ivory                                         | Daniela Pobega                                                         | Fela Domínguez                                   | Majo Domínguez                                     |
| Rafiki      | Tsidii Le Loka                      | Josette Bushell-Mingo                                  | Brenda Mhlongo                                                         | Shirley Hlahatse                                 | Nokulunga Madlala                                  |
| Timón       | Max Casella                         | Simon Gregor                                           | David Ávila                                                            | Poncho Borbolla                                  | Eli Nassau                                         |
| Pumba       | Tom Alan Robbins                    | Martyn Ellis                                           | Albert Gràcia                                                          | Sergio Carranza                                  | Sergio Carranza                                    |
| Zazu        | Geoff Hoyle                         | Gregory Gudgeon                                        | Esteban Oliver                                                         | Ricardo Zárraga                                  | Ariel Bonilla                                      |
| Shenzi      | Tracy Nicole Chapman                | Stephanie Charles                                      | Damaris Martínez                                                       | Taiane Martins                                   | Melissa Cabrera                                    |
| Banzai      | Stanley Wayne Mathis                | Paul J. Medford                                        | Jorge Ahijado                                                          | César Enríquez                                   | Antón Diego Matus                                  |
| Ed          | Kevin Cahoon                        | Christopher Holt                                       | Alejandro de los Santos                                                | Ignacio Riva Palacio                             | Manuel Bermúdez                                    |
| Sarabi      | Gina Breedlove                      | Dawn Michael                                           | Yelena Lafargue                                                        | Salua Jackson                                    | Luna Manzanares                                    |
| Joven Simba | Scott Irby-Ranniar Alberto Cruz Jr. | Daniel Anthony Ross Coates Luke Youngblood             | Rubén Borges Gaby del Castillo Santi Díaz David García Adrían Martínez | Óscar Aguilar Fernando Barrón Sergio Maya        | Dylan Nucamendi Andrés Ruanova Franco Vera         |
| Joven Nala  | Kajuana Shuford Jennifer Josephs    | Pippa Bennett-Warner Nathalie Emmanuel Dominique Moore | Manuela Berg Aroa Casia Kenya Casia Yamileth Cayetano Sandra Melero    | Nicole Florencia Paulina Sandoval Natalia Quiroz | Ivana Altair Montserrat Fuentes Cruz Camila García |

Reemplazos destacados en Madrid
- Simba: Michel Jáuregui, Daniel Mejía, Tiago Barbosa, Agustín Argüello
- Scar: Pitu Manubens, Marcel Octavio
- Mufasa: Ricardo Nkosi, Víctor Manuel Nogales
- Nala: Cristina Llorente, Andrea del Solar, Fela Domínguez, Andrea Bayardo, Dianne Kaye
- Rafiki: Phindile Mkhize, Zama Magudulela, Mukelisiwe Goba, Lindiwe Mkhize, Gugwana Dlamini
- Timón: Antonio Curros, Nacho Brande
- Pumba: David Velardo, Ramón Balasch
- Zazu: Oriol Burés, Marc Gómez, Juan Bey
- Shenzi: María Ayo, Yelena Lafargue, Jeanne Mariel Montás
- Banzai: Rafael Granados, Dariel Ventura, Carlos Salgado, Vitor Moresco
- Ed: Jaume Giró, Edgar Moreno, Pepe Nájera, Pedro Llaudes
- Sarabi: Lieta Molinet, Andrea Bayardo, Sally Artigas, Núria López

Reemplazos destacados en Ciudad de México
- Simba: Agustín Argüello
- Scar: Mauricio Salas, Carlos Quezada
- Nala: Aitza Terán

## Grabaciones
Existen varios álbumes grabados en sus respectivos idiomas por los elencos de Broadway (1997), Japón (1999 y 2011), Alemania (2002), Países Bajos (2004 y 2016), Francia (2007), Sudáfrica (2007), España (2011) y México (2015).
Grabación del reparto original de Broadway
El álbum original de Broadway fue publicado por Walt Disney Records en noviembre de 1997 y contiene un total de 20 pistas, siendo la única grabación de El rey león en incluir el tema «The Lion Sleeps Tonight» interpretado por Lebo M. El listado completo de canciones es el siguiente:
1. «Circle of Life»
2. «Grasslands Chant»
3. «The Morning Report»
4. «The Lioness Hunt»
5. «I Just Can't Wait to Be King»
6. «Chow Down»
7. «They Live in You»
8. «Be Prepared»
9. «The Stampede»
10. «Rafiki Mourns»
11. «Hakuna Matata»
12. «One by One»
13. «The Madness of King Scar»
14. «Shadowland»
15. «Endless Nights»
16. «The Lion Sleeps Tonight»
17. «Can You Feel the Love Tonight»
18. «He Lives in You (Reprise)»
19. «Simba Confronts Scar»
20. «King of Pride Rock»/«Circle of Life (Reprise)»

Grabación del reparto original de Madrid
La edición española salió a la venta en diciembre de 2011 y fue la primera en incorporar los cortes introducidos en el musical en junio de 2010, sumando un total de 18 pistas. En abril de 2013 recibió un disco de oro por las ventas realizadas hasta la fecha, todo un hito para un álbum de teatro musical en España. El listado completo de canciones es el siguiente:
1. «El ciclo vital»
2. «La llanura»
3. «La caza de las leonas»
4. «Yo voy a ser rey león»
5. «Comer»
6. «Están en ti»
7. «Conspirar»
8. «La estampida»
9. «Lamento de Rafiki»
10. «Hakuna Matata»
11. «One by One»
12. «La locura del rey Scar»
13. «Nuestro hogar»
14. «Noche sin fin»
15. «Siento un nuevo amor en mí»
16. «Él vive en ti»
17. «Confrontación»
18. «El nuevo rey»/«El ciclo vital (Reprise)»

Grabación del reparto original de México
El álbum mexicano fue editado en septiembre de 2015 y, como novedad respecto a otras grabaciones de El rey león, incluye el número musical que interpreta Timón para distraer a las hienas (en este caso, «La bamba»). El listado completo de canciones es el siguiente:
1. «El ciclo vital»
2. «Pastizales»
3. «Las leonas cazan»
4. «Yo quisiera ya ser el rey»
5. «Tragar»
6. «Están en ti»
7. «Listos ya»
8. «La estampida»
9. «La elegía»
10. «Hakuna Matata»
11. «One by One»
12. «La locura del rey Scar»
13. «Tierra gris»
14. «Noche sin fin»
15. «Puedes sentir el amor»
16. «Él vive en ti»
17. «La bamba»
18. «Confrontación»/«El rey de Roca Real/El ciclo vital (Reprise)»

## Premios y nominaciones

### Producción original de Broadway
| Año  | Premio                        | Categoría                             | Nominado                                                                          | Resultado |
| ---- | ----------------------------- | ------------------------------------- | --------------------------------------------------------------------------------- | --------- |
| 1998 | Tony Award                    | Mejor musical                         | Mejor musical                                                                     | Ganador   |
| 1998 | Tony Award                    | Mejor libreto de un musical           | Roger Allers, Irene Mecchi                                                        | Nominados |
| 1998 | Tony Award                    | Mejor música original                 | Elton John, Tim Rice, Hans Zimmer, Lebo M, Mark Mancina, Jay Rifkin, Julie Taymor | Nominados |
| 1998 | Tony Award                    | Mejor actor de reparto en un musical  | Samuel E. Wright                                                                  | Nominado  |
| 1998 | Tony Award                    | Mejor actriz de reparto en un musical | Tsidii Le Loka                                                                    | Nominada  |
| 1998 | Tony Award                    | Mejor dirección en un musical         | Julie Taymor                                                                      | Ganadora  |
| 1998 | Tony Award                    | Mejor coreografía                     | Garth Fagan                                                                       | Ganador   |
| 1998 | Tony Award                    | Mejores orquestaciones                | Robert Elhai, David Metzger, Bruce Fowler                                         | Nominados |
| 1998 | Tony Award                    | Mejor diseño de escenografía          | Richard Hudson                                                                    | Ganador   |
| 1998 | Tony Award                    | Mejor diseño de vestuario             | Julie Taymor                                                                      | Ganadores |
| 1998 | Tony Award                    | Mejor diseño de iluminación           | Donald Holder                                                                     | Ganador   |
| 1998 | Drama Desk Award              | Mejor musical                         | Mejor musical                                                                     | Nominado  |
| 1998 | Drama Desk Award              | Mejor actor de reparto en un musical  | Max Casella                                                                       | Nominado  |
| 1998 | Drama Desk Award              | Mejor actor de reparto en un musical  | Geoff Hoyle                                                                       | Nominado  |
| 1998 | Drama Desk Award              | Mejor actriz de reparto en un musical | Tsidii Le Loka                                                                    | Ganadora  |
| 1998 | Drama Desk Award              | Mejor dirección en un musical         | Julie Taymor                                                                      | Ganadora  |
| 1998 | Drama Desk Award              | Mejor coreografía                     | Garth Fagan                                                                       | Ganador   |
| 1998 | Drama Desk Award              | Mejores orquestaciones                | Robert Elhai, David Metzger, Bruce Fowler                                         | Nominados |
| 1998 | Drama Desk Award              | Mejor diseño de escenografía          | Richard Hudson                                                                    | Ganador   |
| 1998 | Drama Desk Award              | Mejor diseño de vestuario             | Julie Taymor                                                                      | Ganadora  |
| 1998 | Drama Desk Award              | Mejor diseño de iluminación           | Donald Holder                                                                     | Ganador   |
| 1998 | Drama Desk Award              | Mejor diseño de sonido                | Tony Meola                                                                        | Ganador   |
| 1998 | Drama Desk Award              | Mejor diseño de marionetas            | Julie Taymor, Michael Curry                                                       | Ganadores |
| 1998 | Theatre World Award           | Theatre World Award                   | Max Casella                                                                       | Ganador   |
| 1998 | Critics' Circle Theatre Award | Mejor musical                         | Mejor musical                                                                     | Ganador   |

### Producción original del West End
| Año  | Premio        | Categoría                 | Nominado            | Resultado |
| ---- | ------------- | ------------------------- | ------------------- | --------- |
| 1999 | Olivier Award | Mejor musical nuevo       | Mejor musical nuevo | Nominado  |
| 1999 | Olivier Award | Mejor coreografía         | Garth Fagan         | Ganador   |
| 1999 | Olivier Award | Mejor diseño de vestuario | Julie Taymor        | Ganadora  |

### Producción original de Madrid
| Año  | Premio                    | Categoría                            | Nominado                             | Resultado |
| ---- | ------------------------- | ------------------------------------ | ------------------------------------ | --------- |
| 2012 | Premio del Teatro Musical | Mejor musical                        | Mejor musical                        | Ganador   |
| 2012 | Premio del Teatro Musical | Mejor dirección de escena            | Julie Taymor                         | Nominada  |
| 2012 | Premio del Teatro Musical | Mejor dirección musical              | James May                            | Nominado  |
| 2012 | Premio del Teatro Musical | Mejor coreografía                    | Garth Fagan                          | Nominado  |
| 2012 | Premio del Teatro Musical | Mejor escenografía                   | Richard Hudson                       | Ganador   |
| 2012 | Premio del Teatro Musical | Mejor diseño de iluminación          | Donald Holder                        | Ganador   |
| 2012 | Premio del Teatro Musical | Mejor diseño de sonido               | Steve Canyon                         | Nominado  |
| 2012 | Premio del Teatro Musical | Mejor maquillaje y peluquería        | Michael Ward                         | Ganador   |
| 2012 | Premio del Teatro Musical | Mejor figurinista                    | Julie Taymor                         | Ganadora  |
| 2012 | Premio del Teatro Musical | Mejor actriz de reparto              | Damaris Martínez                     | Ganadora  |
| 2012 | Premio del Teatro Musical | Mejor actor de reparto               | David Ávila                          | Nominado  |
| 2012 | Premio del Teatro Musical | Mejor actor de reparto               | Esteban Oliver                       | Nominado  |
| 2012 | Premio del Teatro Musical | Actriz revelación                    | Brenda Mhlongo                       | Ganadora  |
| 2020 | Premio del Teatro Musical | Mejor actriz protagonista            | Fela Domínguez                       | Ganadora  |
| 2020 | Premio del Teatro Musical | Mejor actor protagonista             | Pitu Manubens                        | Nominado  |
| 2023 | Premio Talía              | Premio al reconocimiento del público | Premio al reconocimiento del público | Ganador   |
| 2023 | Premio del Teatro Musical | Mejor actor protagonista             | Víctor Manuel Nogales                | Nominado  |